# Firmament

Le firmament est une strate du ciel. Cette représentation, conceptualisée durant l'Antiquité, envisage la voûte céleste comme une demi-sphère, visible en tout point du globe et divisée en strates.

## Étymologie
Firmament vient du latin ecclésiastique : firmamentum qui signifie « soutien ; chose solide ». Il s'agit d'exprimer la solidité de la voûte céleste.
Le mot est utilisé, dans la Vulgate, pour traduire un mot de l'hébreu ancien : רקיע. Dans la Septante, cela a été traduit par un autre mot en grec ancien : στερέωμα / stereōma. Initialement le mot renvoie à l'idée de quelque chose d'étendu et de mince telle une lame ou une plaque de métal battu.
Le mot firmament védique « varunas », vient du mot sanskrit « var » qui signifie « couvrir ». C'est, par traductions successives du grec puis du latin, ce qui a donné le mot « ciel ». L'idée du firmament, c'est donc de qualifier ce qui recouvre la terre.

## Présentation

### Antiquité
C'est un concept de l'astronomie utilisé à partir de l'Antiquité. Les Égyptiens et les Chaldéens envisageaient le firmament comme étant une coupole placée au-dessus de la terre. Pour les Égyptiens il pouvait s'agir d'un plafond, plat. Tandis que les Chaldéens l'envisageaient comme une coupole de métal forgée par le dieu Mardouk.
Chez les Grecs et les Romains, on se représentait le firmament comme une voûte de cristal.
Durant l'Antiquité, dans le système géocentrique de Ptolémée, le firmament est la huitième sphère de l'espace céleste. Au-delà du firmament, se trouverait l'empyrée.
Le mot se retrouve dans les anciennes cosmologies, mais aussi dans la cosmologie biblique pour désigner l'espace céleste, où sont placées les étoiles fixes.

### Bible
Dans le premier livre de la Bible, la Genèse, c'est un concept qui sert à qualifier la voute céleste, l'espace où les astres sont fixés, et d'où, par des écluses construites par Dieu, les eaux supérieures tombent et rejoignent les eaux inférieures sur lesquelles repose la Terre. Le firmament est alors considéré comme un grand réservoir dont les écluses peuvent s'ouvrir pour inonder la terre. Ici, ce n'est pas une description scientifique, il ne s'agit pas d'expliquer les phénomènes naturels. C'est une description imagée, pour être comprise du plus grand nombre. Dans d'autres passages de la Genèse, la voûte céleste est comparée à une étoffe, à une tenture, un rideau.
Le firmament, dans la conception biblique, est là où se trouvent les étoiles, mais il se situe au-dessus des oiseaux : il est donc situé au dessus de l'atmosphère.

## Autres significations
Le mot désigne également la voûte des cieux, l'idée d'une ascension sociale, voire un espace cosmique spirituel. C'est aussi un nom de personne béni par Dieu.

## Iconographie
Le concept de firmament a inspiré des représentations graphiques, de l'ordre scientifique et religieux.

Illustrations du firmament
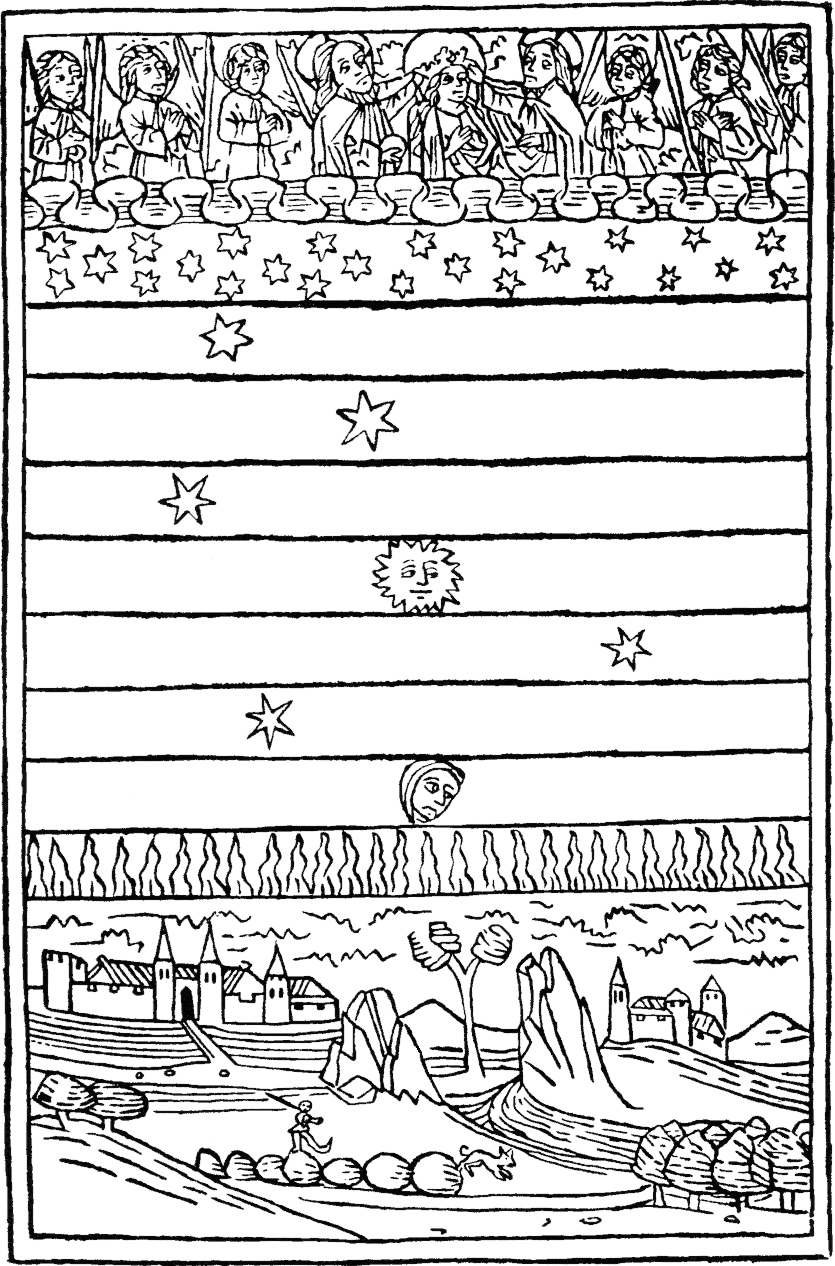
Le soleil, les planètes, les anges et le firmament (1475).
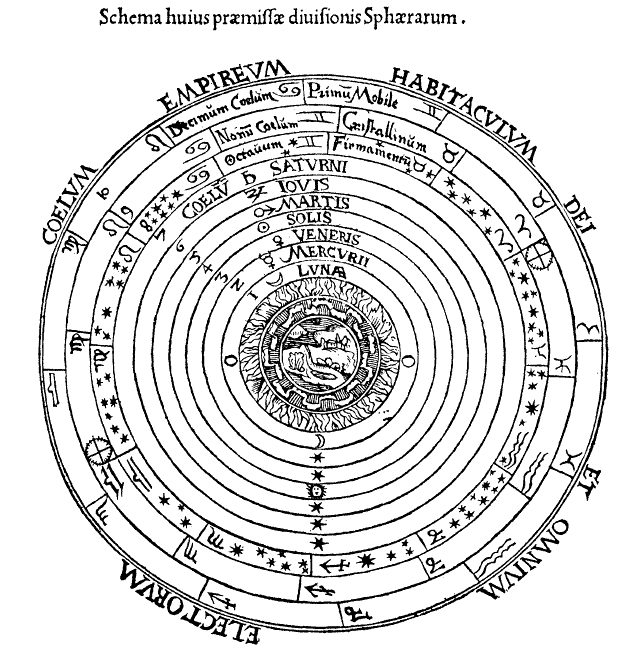
Le firmament au-dessus de Saturne dans le système de Ptolémée (1539).
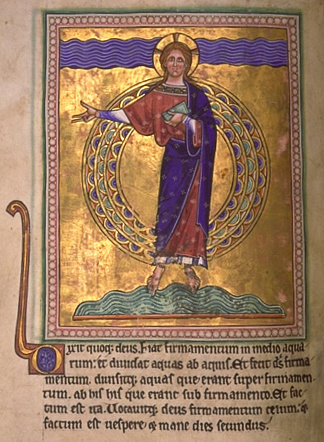
création de l'eau et du firmament, Bestiaire d'Aberdeen (XIIe siècle)